# Fruhstorferiola omei
Fruhstorferiola omei är en insektsart som först beskrevs av Rehn, J.A.G. och J.W.H. Rehn 1939.  Fruhstorferiola omei ingår i släktet Fruhstorferiola och familjen gräshoppor. Inga underarter finns listade i Catalogue of Life.